# Campolungo (Ascoli Piceno)
Campolungo è una frazione italiana di 716 abitanti del comune di Ascoli Piceno.

## Geografia fisica
La località si trova ad est del centro urbano di Ascoli Piceno sulla statale Salaria Inferiore, percorrendo la strada in direzione San Benedetto del Tronto. La località si raggiunge dopo aver superato il ponte medioevale dei SS. Filippo e Giacomo, il nuovo quartiere di Monticelli e la zona delle Ripe dove il paesaggio agrario propone ancora visibili e ben conservate le costruzioni legate alla mezzadria.

## Storia
La storia della frazione di Campolungo è strettamente legata alle vicende della nobile famiglia Sgariglia. La dinastia ebbe inizio nel  XIII secolo e, con complesse ramificazioni ed imparentamenti, ha attraversato nel tempo tutta la storia legata ad  Ascoli Piceno, fino all'ultimo discendente Marco Sgariglia. Questi fu il primo sindaco della città dopo l'unità d'Italia. Prima della sua morte, avvenuta nel 1903, ed anche per desiderio dei fratelli defunti, Giovanni e Giuseppe, che come lui non avevano prole, volle donare all'amministrazione comunale l'intero e inestimabile patrimonio immobiliare, di cui l'attuale frazione di Campolungo era un'importante fetta, affinché fosse destinato all'istituzione di un'opera pia.
A partire dal dopoguerra l'impianto tipicamente agrario di Campolungo è stato stravolto, infatti lungo la salaria è nata la zona industriale di Ascoli Piceno, la principale della Provincia.

## Monumenti e luoghi d'interesse

### Villa Sgariglia
L'edificio, appartenuto alla nobile famiglia ascolana degli Sgariglia di cui conserva il nome, rappresenta uno dei migliori esempi architettonici di villa nobiliare di campagna presente nel territorio della provincia di Ascoli Piceno. Fu trasformata nelle attuali forme barocche in più fasi fra la prima e la seconda metà del Settecento, in particolare dal marchese Pietro Emidio Sgariglia, su disegno di Lazzaro Giosafatti, definito il Brunelleschi ascolano come ebbe ad indicarlo l'architetto Baldassarre Orsini nella sua guida del 1790, in cui sono riportate alcune incisioni della villa e della chiesa dell'Assunta. Alla morte di Giovanni Sgariglia nel 1908 il complesso passò per lascito testamentario al Comune di Ascoli Piceno, affinché vi si attuasse, come richiedeva il testamento, la "costituzione di una casa di riposo per i poveri della città": cosa che non avvenne. Dall'anno 2008 la villa è diventata un raffinato residence hotel.

### Santuario dell'Assunta
La chiesa, con la maestosa cupola ed il ricco decoro interno, fu costruita nel 1777 ed è dedicata all'Assunta. Ogni anno, il 15 agosto, vi si svolge una festa organizzata dalla confraternita del Santissimo Sacramento che richiama, ancora oggi, molti devoti.

### Castello di Cartofaro
Sulla collina che si trova a nord di villa Sgariglia si erge il castello di Cartofaro. L'origine del nome Cartofaro è riconducibile per molti storici ad un toponimo di origine longobarda.
L'edificio, costruito nel XVI secolo,  fu utilizzato come una residenza signorile ed ebbe anche un agglomerato di case rurali. Nelle vicinanze vi è, inoltre, la chiesa di S. Pietro di Cerreto, costruita nel XV secolo e pertinenza diretta dei Lateranensi.

### Il Fermo Posta
Presso le due case gemelle situate sulla via Salaria dinanzi al viale che porta alla villa, i viaggiatori sostavano per il cambio dei cavalli, per rifocillarsi e pernottare. All'interno è possibile visitare il Museo vivo delle tradizioni contadine. Verso il fiume era situato l'ingresso alla selva, riserva di caccia degli Sgariglia.

## Manifestazioni
Dal 2004, ogni anno, tra maggio e giugno, nell'aia del Fermo Posta e dal 2008 anche dinanzi Villa Sgariglia, fino al 2009 si è svolta la Festa delle Tradizioni della Terra: giochi tradizionali, cene con degustazioni di prodotti della terra picena, ma soprattutto punto di riferimento per chi ama le danze e le musiche del saltarello marchigiano.